# Neachrostia undulata
Neachrostia undulata är en fjärilsart som beskrevs av George Francis Hampson 1893. Neachrostia undulata ingår i släktet Neachrostia och familjen nattflyn. Inga underarter finns listade i Catalogue of Life.